# NGC 4089
NGC 4089 је елиптична галаксија у сазвежђу Береникина коса која се налази на NGC листи објеката дубоког неба.
Деклинација објекта је + 20° 33' 23" а ректасцензија 12h 5m 37,5s. Привидна величина (магнитуда) објекта NGC 4089 износи 13,7 а фотографска магнитуда 14,7. NGC 4089 је још познат и под ознакама MCG 4-29-17, CGCG 128-20, PGC 38298.